# Couloisy
Couloisy är en kommun i departementet Oise i regionen Hauts-de-France i norra Frankrike. Kommunen ligger i kantonen Attichy som tillhör arrondissementet Compiègne. År 2022 hade Couloisy 592 invånare.

## Befolkningsutveckling
Antalet invånare i kommunen Couloisy
| Referens: INSEE |